# Karl Heinrich Gottfried Witte

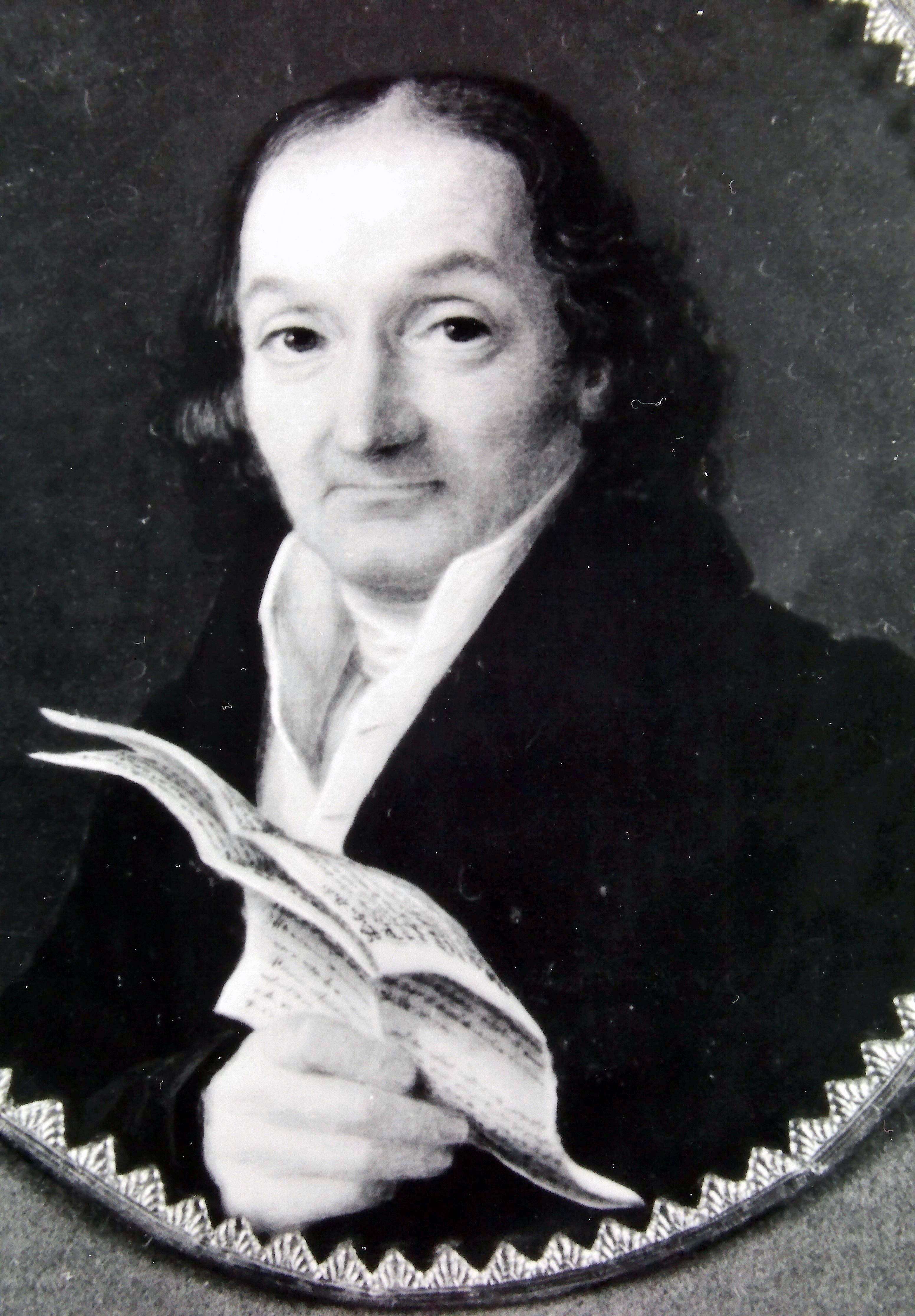
Karl Heinrich Gottfried Witte

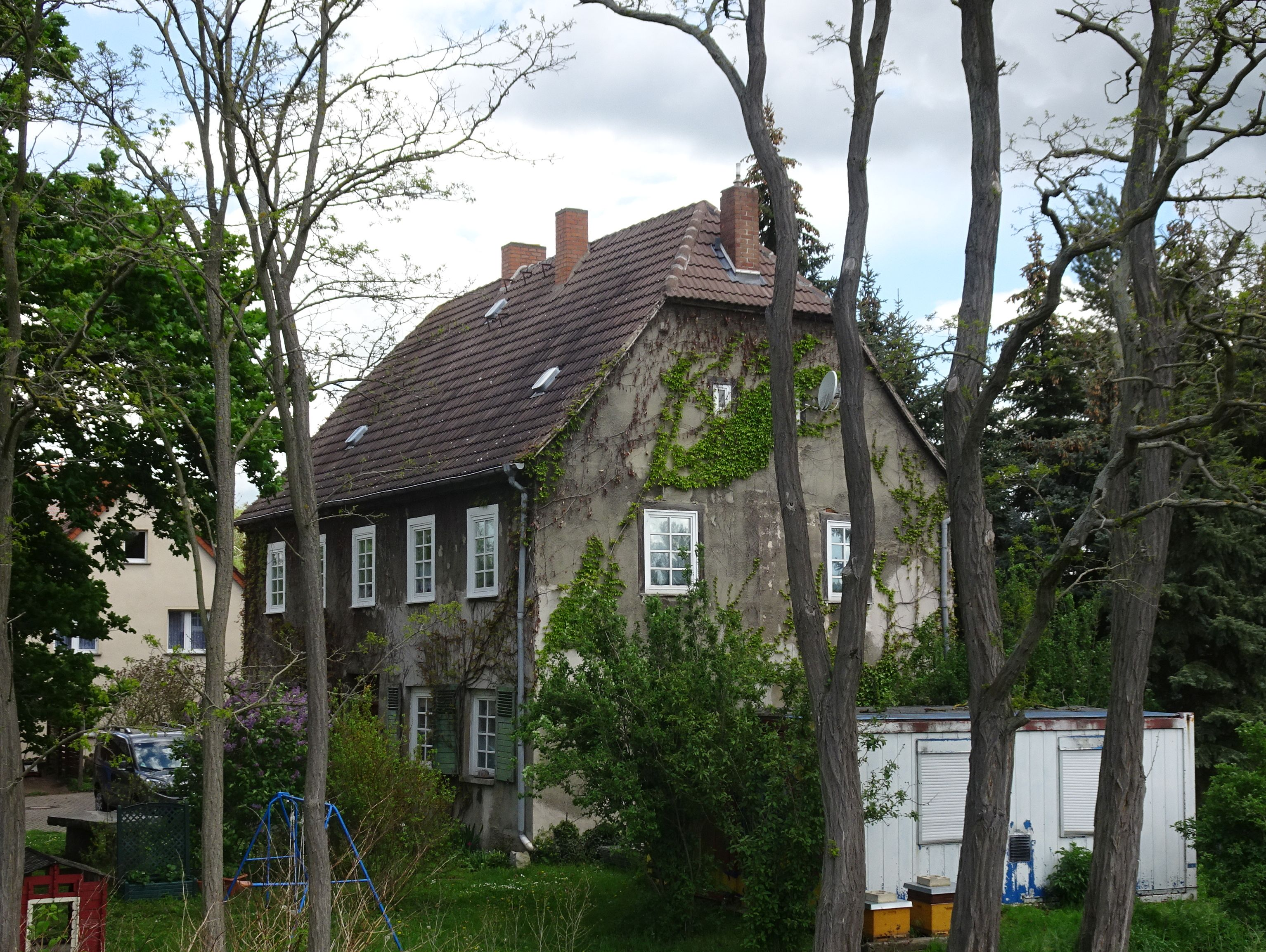
Pfarrhaus in Lochau (Ansicht vom Elster-Radweg), seit 2008 mit Gedenktafel für den Sohn

Karl Heinrich Gottfried Witte (* 8. Oktober 1767 in Pritzwalk; † 1. August 1845 in Berlin) war ein deutscher Geistlicher, Pädagoge und Schriftsteller.

## Leben
Witte studierte an der Universität Halle Evangelische Theologie und arbeitete nach dem Examen als Erzieher, zuerst in Halle und Umgebung, ab 1792 auf Schloss Untertagstein in Graubünden bei der Familie Salis-Tagstein. In dieser Zeit lernte er Johann Heinrich Pestalozzi kennen und lernte viel von dessen modernen Erziehungsmethoden. Nach Deutschland zurückgekehrt, wurde er 1796 ordiniert und arbeitete ab 1797 als Pfarrer in Lochau. Das mit der Berufung verbundene geregelte Einkommen erlaubte es ihm, „im Jahr 1797 mit Johanna Klara Wilhelmine genannt Luise Johanna geb. Reimann (1767 Salzwedel – 1842 Halle/S.) ... den Bund der Ehe zu schließen ... Aus dieser Verbindung ging der Sohn Johann Heinrich Friedrich Karl Witte (1800–1883) hervor, der sich als das ‚Wunderkind von Lochau‘ hervortat.“ 1810 gab Karl Heinrich Gottfried Witte seine Stellung als Pfarrer auf, um sich vollzeitlich mit der Ausbildung seines hochbegabten Sohnes entsprechend seiner pädagogischen Erkenntnisse zu befassen. Sein Sohn legte mit zehn Jahren die Matura an der Thomasschule zu Leipzig ab und promovierte im Alter von 13 Jahren. 
Der Vater präsentierte ihn an zahlreichen Universitäten und Fürstenhöfen und führte ausgedehnte Briefwechsel mit Geistesgrößen seiner Zeit. In seinem Buch Karl Witte oder Erziehungs- und Bildungsgeschichte desselben (2 Bände, 1819) beschrieb er seine Erziehungsmethode. Dieser Erziehungserfolg trug Karl Witte, dem nach Aussagen von Zeitzeugen, „vor allem die glückliche Erziehung seines Kindes am Herzen lag“, in der Folge „ebensoviel aufrichtige Bewunderung für die Resultate seiner planmäßigen Erziehung wie gehässige Nachreden wegen angeblicher egoistischer Experimente mit dem Geiste seines Sohnes“ ein. Sein Buch erntete in Deutschland vor allem Kritik und geriet bald in Vergessenheit. In China wurde das Buch jedoch Anfang des 21. Jahrhunderts zu einem Bestseller. Dort hoffen seitdem Millionen Chinesen, dass ihre Kinder mithilfe von Wittes Buch zu einem Genie werden. Der Name „Karl Witte“ wird oft aus dem Chinesischen mit „Carl Weter“ rückübersetzt.

## Veröffentlichungen (Auswahl)
- Karl Witte oder Erziehungs- und Bildungsgeschichte desselben. Leipzig, 1819.